# 자니 브라운

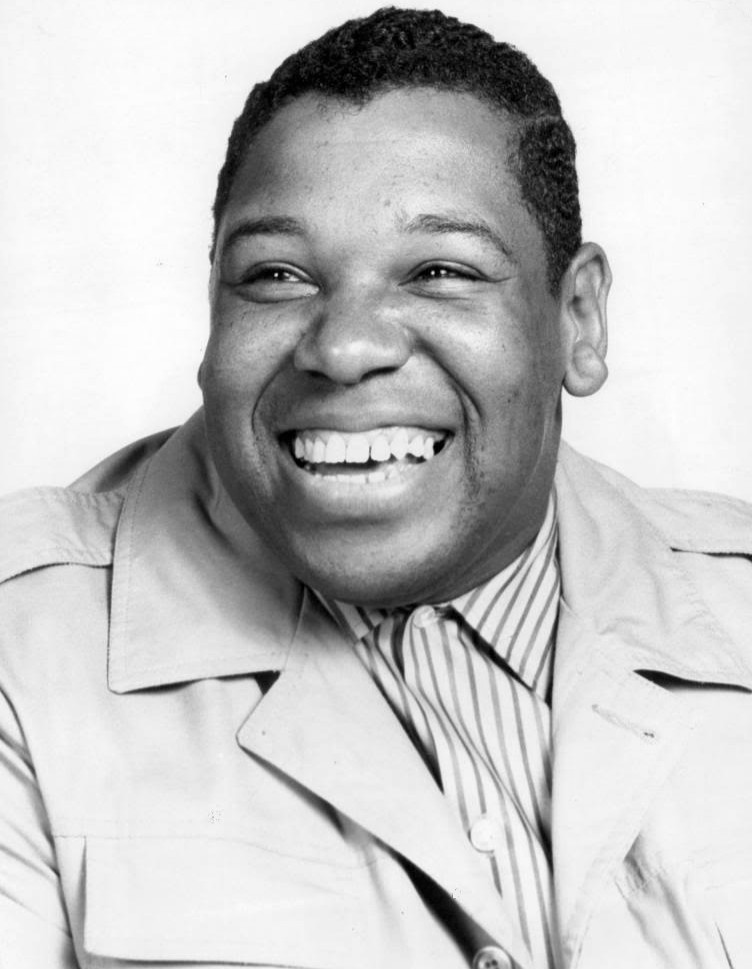

자니 브라운(영어: Johnny Brown, 1937년 6월 11일 ~ 2022년 3월 2일)은 미국의 배우, 수학자이다.
세인트피터즈버그에서 태어났다.

## 출연 작품

### 영화
- 디바의 초상화 (1999, Jackie's Back)
- 에디 머피의 라이프 (1999년) - 블라인드 레버런드 클레이 역
- 육체와 영혼 (1981년)
- 아웃 오브 타우너스 (1970년)
- 애덤이라 불리는 남자 (1966년)